# 大木新町通
大木新町通（おおぎしんまちどおり）は、愛知県豊川市の地名。

## 地理
豊川市東部に位置し、北西は大木町、北東は一宮町、東は麻生田町、西は篠田町、南西は本野ケ原に接する。地区の公園には大木1号公園を除く公園に◯丁目◯◯公園と名前に丁目が入っている。

### 交通
- 愛知県道498号三蔵子一宮線

### 施設
- 大木会館
- 大木1号公園
- 一宮大木土地区画整理地内2号公園
- 一丁目大木ひまわり公園
- 二丁目大木もみのき公園
- 四丁目大木帯川公園
- 五丁目大木風の公園

### 河川
- 帯川

## 歴史

### 沿革
2006年（平成18年）2月1日、宝飯郡一宮町大字大木が、合併に伴い豊川市大木町となる。
2016年より一宮大木土地区画整理事業が開始される。2020年（令和2年）2月8日、大木町新町通の全域、大木町荒屋と一宮町下新切の一部区域が、大木新町通一丁目から五丁目に再編された。一宮大木土地区画整理事業は2023年（令和5年）1月13日をもって終了した。